# 腐植土
腐植土（ふしょくど、英: humic/humus soil）とは、腐植を豊かに含む、黒く軽鬆な土壌のことである。
腐植土と腐葉土（ふようど、英: leaf mold）は、同様に扱う文献もあるが、前者は主に土壌を指し、後者は主に林床で腐熟した落葉落枝や落葉堆肥を指す。

## 腐植
腐植（ふしょく、英: humus）とは、土壌微生物の活動により動植物遺体が分解・変質した物質の総称である。広義には単に土壌有機物としてのそれを指し、狭義には腐植化作用と呼ばれる分解・重合を繰り返し経て生成された、暗褐色でコロイド状の無定形高分子化合物群（腐植物質）を指す。
腐植のおおまかな構成は下記のようになっている。
- 広義の腐植（土壌有機物の部分）
  - 非腐植物質（英: non-humic substances、腐植化されていない糖やタンパク質など）
  - 腐植物質（英: humic substances、腐植化された高分子化合物群、狭義の腐植）
    - フミン酸（「腐植酸」、pH2以下で非水溶性の画分、暗褐色を呈する）
    - フルボ酸（すべてのpH域で水溶性の画分、黄褐色を呈する）
    - ヒューミン（英語版）（非水溶性の画分、黒色を呈する）

自然環境において腐植は、単に生き物の栄養源となる以外にも様々に重要な働きを持ち、土壌の保水性や団粒化を促進したり、土壌の陽イオン交換容量やpH緩衝能を増加させたり、リン酸の土壌固定を抑制したり、植物の生理活性物質として振る舞ったり、河川・海洋へ鉄（フルボ酸鉄錯体）を移動させたり、土壌のポドゾル化作用に関わったりしている。
土壌における腐植の量は、土質や、腐植の分解・供給の速度、降雨による流出、土壌動物による耕耘・撹拌など、様々な要因が関わり、時に相互に影響する。腐植の多い土壌は黒ずみ、土色は腐植含有量の主観的な判別の目安にされる。また人工的な堆肥の腐熟によっても腐植物質が生成し、堆肥を黒ずませる。ただし通気不良による硫化鉄生成でも堆肥は黒ずむため、堆肥の色による腐熟度の判別は難しい。

## 腐植土

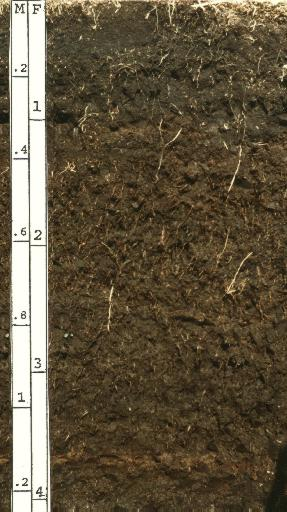
腐植土（ヒストソル）

地盤及び建築の観点から説明すると、腐植土は、大きな川や湖の水性植物などの有機物が分解して土壌と混ざり合ってできた暗褐色の土のことで、土質分類上は、有機土質に区別される。普通の土は、固体・液体・気体の三相構造から成り立っているが、有機質土では、固体の部分が粘土や砂といった土粒子の部分と水性植物などの有機物が混ざり合って成り立っている。そのため、有機質土は、一般に含水比が高く、小さな荷重に対しても圧縮性が非常に高いため、地盤沈下に対する充分な注意が必要である。例えば、造成工事をしたり、建築物を建てる場合には、適切な地盤改良を行う必要が有る。
農学などでは腐植を20%以上含む土壌と定義される。
| 区分         | 腐植含有量 | 土色明度の目安 | 備考                               |
| ------------ | ---------- | -------------- | ---------------------------------- |
| なし         |            |                |                                    |
| あり         | 2%以下     | 5-7            |                                    |
| 含む         | 2-5%       | 4-5            |                                    |
| 富む         | 5-10%      | 2-3            |                                    |
| すこぶる富む | 10-20%     | 1-2            | 古くは「腐植質土」（1930年代以前） |
| 腐植土       | 20%以上    | 2以下          | 「有機質土層」とも                 |

一般的に腐植土の範疇に収まる土壌分類には、泥炭土と黒泥土がある。前者は排水不良な湿地などで形成され植物組織が残り、後者は泥炭地の地下水位低下などで形成され植物組織が分解されている。泥炭土に含まれる泥炭ごけ（ピートモス）は園芸土として用いられ、腐葉土と用途や性質が類似するが、酸性が強い。
日本では泥炭土（泥炭地）や黒泥土（黒泥地）は関東や東北に多く、泥炭土は北海道にも多い。国際連合食糧農業機関（FAO）やアメリカ合衆国農務省（USDA）の土壌分類では、これらはヒストソルに分類され、カナダやスカンディナヴィア半島、西シベリア平原に多い。ヒストソルは冷涼な湿地に多いが、熱帯の泥炭湿地林などにもある。

## 腐葉土

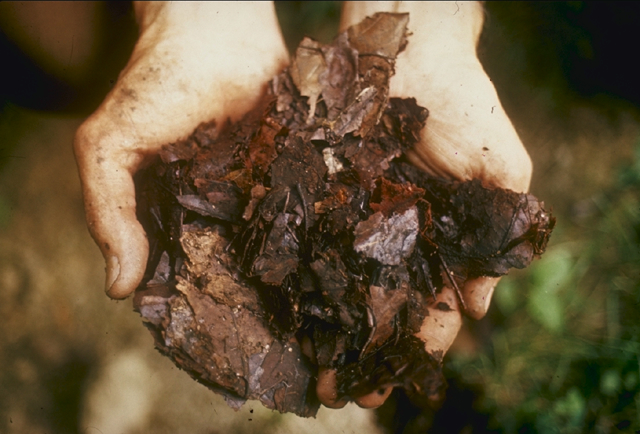
腐葉土

腐葉土とは、森林生態系において地上部の植物により生産された有機物が朽木や落葉・落枝となって地表部に堆積し、それを資源として利用するバクテリアなどの微生物やミミズなどの土壌動物による生化学的な代謝作用により分解（落葉分解）されて土状になったものである。自然界における腐葉土は土壌の一部分であるが、人工的な腐葉土は土壌由来ではない。
その名の通り腐熟しているので色は黒っぽい。しかし、不快感を持つようなにおいは無く、山林に入ったときと同じような香りがする（カブトムシの匂いと例える人もいる）。
自然界の腐葉土は生成と分解を繰り返して、土壌の有機質を形成し、森林では100年かけて1センチメートル堆積するといわれている。いわば長い月日をかけて自然が作り出す天然の堆肥であり、植物や腐植食性動物の生育の助けとなっている。山林に行けば手に入る土ではあるが、一般的には園芸店などで袋詰めで普通に販売されているため都会でも手軽に手に入れることができる。

### 成分
自然にできたものは成分が窒素に偏っていることが多いが、リン酸、カリウムなどはミミズ、その他の動物の糞や微生物などの働きによって補われることもある。人工的な腐葉土は成分が調整される場合もある。以下参照。
腐葉土になりやすい葉は落葉樹や、広葉樹など、油分が少なく発酵しやすい種類で、杉、松などの油分が多い葉は腐葉土になりにくい。

### 人工的な腐葉土
落葉や剪定枝葉などを原料に堆肥として作る方法としては、水のみを与えて作る普通堆肥法（水積堆肥）と、窒素分や石灰分などの発酵促進剤を加えて作る速成堆肥法がある。いずれにおいても腐葉土の製造（堆肥化）は好気性発酵を主に利用しており、原料を堆積し、適度な水分の維持と定期的な切り返し（撹拌）作業で作られる。
腐葉土の発酵は一般的な堆肥同様に、糸状菌を優勢とした易分解性有機物を分解する段階を経て、放線菌を優勢とした繊維質を分解する段階へと経過し、腐熟途中には発酵熱を伴う。大量集積して製造する場合、普通堆肥法では4 - 5か月程度、速成堆肥では3か月程度の堆肥化期間を要するが、更に二次発酵期間を設けるとより質の良い堆肥となる。一方で未熟な腐葉土は植物に有害となる。家庭菜園向けの一例では、米糠などを使って、発酵しやすい環境を作り、仕込みから出来上がるまで1 - 2年で完熟させる。日本の業者の例では、冬季の落葉収集から秋季の園芸シーズンでの出荷を目途として、半年から1年程度の堆肥化期間を設けている。
業者が原料としている落葉の採集地としては、山林や分譲別荘地、ゴルフ場などの例がある。落葉の採集や、これに伴う下刈りが山林の保全を兼ねる一面もあるという。このほか、日本国内で売られている製品でも海外産の原料を含む場合がある。なお日本の法律では、腐葉土は特殊肥料に分類され、自家消費する場合などを除き、事業的な生産には肥料の品質の確保等に関する法律に基づいた手続きが必要になる。

### 昆虫の餌
カブトムシの幼虫などの餌としても使われる。昆虫飼育に使用する場合は、防虫・防カビ処理がされていないものが使われる。

### 健康上の注意
粉塵の吸入はレジオネラの感染源になる場合がある。対策には防塵マスクが用いられる。